# Passiflora cobanensis
Passiflora cobanensis Killip – gatunek rośliny z rodziny męczennicowatych (Passifloraceae Juss. ex Kunth in Humb.). Występuje naturalnie w Meksyku (w stanie Quintana Roo), Gwatemali (w departamencie Petén) oraz Belize (w dystrykcie Cayo). 

## Morfologia
PokrójZdrewniałe, trwałe, owłosione liany.
LiścieOwalnie lancetowate, rozwarte lub sercowate u podstawy. Mają 6–14 cm długości oraz 3–7 cm szerokości. Całobrzegie, z tępym lub ostrym wierzchołkiem. Ogonek liściowy jest owłosiony i ma długość 8–10 mm. Przylistki są lancetowate, mają 4–10 mm długości.
KwiatyPojedyncze. Działki kielicha są lancetowate, zielonkawe, mają 1–1,3 cm długości. Płatki są lancetowate, zielone, mają 0,5–0,7 cm długości. Przykoronek ułożony jest w dwóch rzędach, brązowo-purpurowy, ma 1–5 mm długości.
OwoceSą owalnego lub elipsoidalnego kształtu. Mają 2–5 cm długości i 1,5–2 cm średnicy.

## Biologia i ekologia
Występuje w lasach na wysokości około 1000 m n.p.m.